# Путілова
Путі́лова (рос. Путилова) — присілок у складі Алапаєвського міського округу (Верхня Синячиха) Свердловської області.
Населення — 129 осіб (2010, 119 у 2002).
Національний склад населення станом на 2002 рік: росіяни — 91 %.